# Pitrichbach
Der Pitrichbach ist ein fast 0,8 Kilometer langer rechter Nebenfluss des Liebochbaches in der Steiermark. Er entspringt nordnordwestlich des Hauptortes von Sankt Bartholomä und fließt in einem Linksbogen insgesamt nach Osten. Nördlich von Sankt Bartholomä mündet er etwas westlich der L336 in den Liebochbach, der kurz danach nach links abknickt. Auf seinem Lauf durchfließt der Pitrichbach vier kleine Teiche.